# Fly4 Airlines
Fly4 Airlines ist eine irische Fluggesellschaft mit Sitz in Dublin. Sie ist ein Joint-Venture der TUI Airlines und der polnischen Enter Air.

## Geschichte
Fly4 Airlines wurde im August 2023 von den beiden Fluggesellschaften TUI Airlines und Enter Air als 100-prozentige Tochter gegründet. Sie gehört demnach zu 51 Prozent Enter Air und zu 49 Prozent TUI. Das Konzept von Fly4 beschränkt sich zunächst auf Wet-Leasing, mit dem im Sommer 2024 Flüge für TUI Airways in Großbritannien durchgeführt werden sollen. Fly4 ist seit März 2024 aktiv und alle vier geplanten Boeing 737-800 sind seit dem nach und nach in Betrieb genommen worden.

## Flugziele
Fly4 Airlines bedient mit Stand Juni 2024 ausschließlich Ziele, die von der TUI Airways bedient werden.

## Aktuelle Flotte
Mit Stand Februar 2025 besteht die Flotte der Fly4 Airlines aus vier Flugzeugen mit einem Durchschnittsalter von 12,5 Jahren:
| Flugzeugtyp    | Anzahl | bestellt | Anmerkungen | Sitzplätze (Economy) | Durchschnittsalter |
| -------------- | ------ | -------- | --- | -------------------- | ------------------ |
| Boeing 737-800 | 4      |          | Alle vier Flugzeuge sind geleast, darunter drei von der britischen TUI Airways und eins von der TUI Airlines Belgium. | 189                  | 12,5 Jahre         |
| Gesamt         | 4      |          | |                      | 12,5 Jahre         |